# جنگ ایران و گورکانیان (۱۶۲۳–۱۶۲۲)

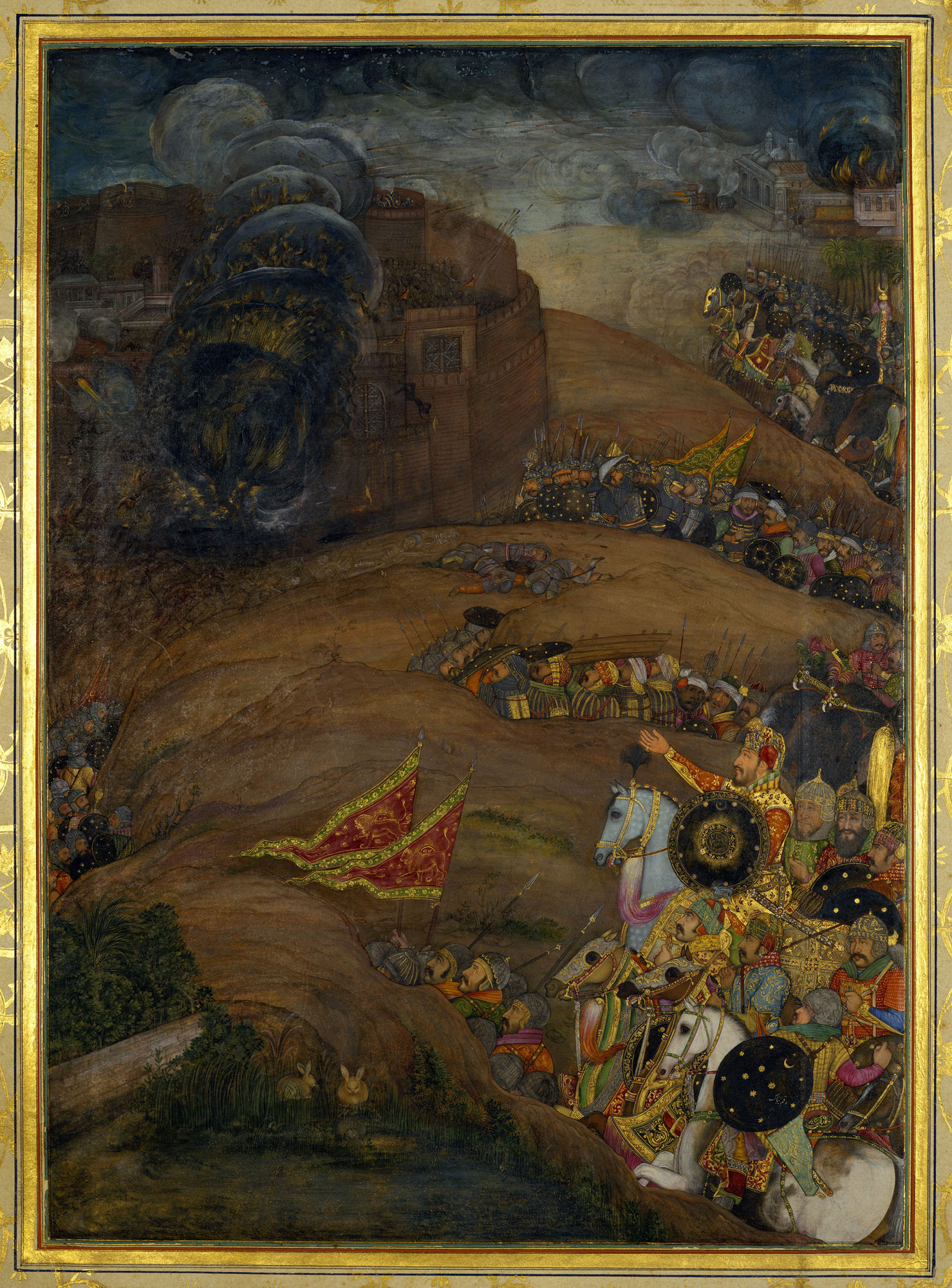
جنگ ایران و گورکانیان (۱۶۲۳–۱۶۲۲)

جنگ ایران و گورکانیان نبردی میان گورکانیان و صفویان (شاه عباس یکم) بود که بین در سال‌های ۱۶۲۲ و ۱۶۲۳ رخ داد. ارتش صفوی در این نبرد پیروز شد.